# Torneos WTA 125s en 2016
La WTA 125K serie es la secundaria de tenis profesional. Organizado por la Asociación de Tenis de Mujeres. El WTA 125K serie 2016 consta de ocho torneos, cada uno con una bolsa de premios de 125.000 dólares.

## Torneos
| Semana          | Torneo | Campeonas                                               | Subcampeonas                             | Semifinalistas                     | Cuartos de final                                                    |
| --------------- | --- | ------------------------------------------------------- | ---------------------------------------- | ---------------------------------- | ------------------------------------------------------------------- |
| 14 de marzo     | San Antonio Open San Antonio, Estados Unidos $125,000 - Dura - 32S/16Q/16D Cuadrado Individual - Cuadrado Dobles        | Misaki Doi 6-4, 6-2                                     | Anna-Lena Friedsam                       | Alison Riske Tsvetana Pironkova    | Daria Gavrilova Ana Konjuh Donna Vekić Samantha Crawford            |
| 14 de marzo     | San Antonio Open San Antonio, Estados Unidos $125,000 - Dura - 32S/16Q/16D Cuadrado Individual - Cuadrado Dobles        | Anna-Lena Grönefeld Nicole Melichar 6-1, 6-3            | Klaudia Jans-Ignacik Anastasia Rodionova | Alison Riske Tsvetana Pironkova    | Daria Gavrilova Ana Konjuh Donna Vekić Samantha Crawford            |
| 9 de mayo       | Empire State Open West Hempstead, Estados Unidos $125,000 - Dura - 32S/16Q/16D                                          | Cancelado                                               | Cancelado                                | Cancelado                          | Cancelado                                                           |
| 31 de mayo      | Bol Open Bol, Croacia $125,000 - Dura - 32S/16Q/16D Cuadrado Individual - Cuadrado Dobles                               | Mandy Minella 6-2, 6-3                                  | Polona Hercog                            | Nao Hibino Ana Konjuh              | Kristína Kučová Stefanie Vögele Tereza Mrdeža Marina Erakovic       |
| 31 de mayo      | Bol Open Bol, Croacia $125,000 - Dura - 32S/16Q/16D Cuadrado Individual - Cuadrado Dobles                               | Xenia Knoll Petra Martić 6–3, 6–2                       | Raluca Olaru İpek Soylu                  | Nao Hibino Ana Konjuh              | Kristína Kučová Stefanie Vögele Tereza Mrdeža Marina Erakovic       |
| 5 de septiembre | Dalian Women's Tennis Open Dalian, China $125,000 - Dura - 32S/16Q/16D Cuadrado Individual - Cuadrado Dobles            | Kristýna Plíšková 7-5, 4-6, 5-2 ret.                    | Misa Eguchi                              | Grace Min Han Xinyun               | Wang Qiang Julia Glushko Wang Yafan Aleksandra Krunić               |
| 5 de septiembre | Dalian Women's Tennis Open Dalian, China $125,000 - Dura - 32S/16Q/16D Cuadrado Individual - Cuadrado Dobles            | Lee Ya-hsuan Kotomi Takahata 6-2, 6-1                   | Nicha Lertpitaksinchai Jessy Rompies     | Grace Min Han Xinyun               | Wang Qiang Julia Glushko Wang Yafan Aleksandra Krunić               |
| 7 de noviembre  | Hua Hin Championships Hua Hin, Tailandia $125,000 – Dura – 32S/16Q/16D                                                  | Cancelado                                               | Cancelado                                | Cancelado                          | Cancelado                                                           |
| 14 de noviembre | Open GDF Suez de Limoges Limoges, Francia $125,000 – Dura – 32S/16Q/16D Cuadrado Individual - Cuadrado Dobles           | Ekaterina Alexandrova 6-4, 6-0                          | Caroline Garcia                          | Natalia Vikhlyantseva Alizé Cornet | Donna Vekić Tamara Korpatsch Maryna Zanevska Stefanie Vögele        |
| 14 de noviembre | Open GDF Suez de Limoges Limoges, Francia $125,000 – Dura – 32S/16Q/16D Cuadrado Individual - Cuadrado Dobles           | Elise Mertens Mandy Minella 6-4, 6-4                    | Anna Smith Renata Voráčová               | Natalia Vikhlyantseva Alizé Cornet | Donna Vekić Tamara Korpatsch Maryna Zanevska Stefanie Vögele        |
| 14 de noviembre | OEC Taipei Ladies Open Taipéi, China Taipéi $125,000 – Alfombra (i) – 32S/16Q/16D Cuadrado Individual - Cuadrado Dobles | Evgeniya Rodina 6-4, 6-3                                | Chang Kai-chen                           | Marina Erakovic Olga Govortsova    | Luksika Kumkhum Tatjana Maria Ashleigh Barty Vitalia Diatchenko     |
| 14 de noviembre | OEC Taipei Ladies Open Taipéi, China Taipéi $125,000 – Alfombra (i) – 32S/16Q/16D Cuadrado Individual - Cuadrado Dobles | Natela Dzalamidze Veronika Kudermetova 4-6, 6-3, [10-5] | Chang Kai-chen Chuang Chia-jung          | Marina Erakovic Olga Govortsova    | Luksika Kumkhum Tatjana Maria Ashleigh Barty Vitalia Diatchenko     |
| 21 de noviembre | Hawaii Open Honolulu, Estados Unidos $125,000 – Dura – 32S/16Q/16D Cuadrado Individual - Cuadrado Dobles                | Catherine Bellis 6-4, 6-2                               | Shuai Zhang                              | Evgeniya Rodina Jacqueline Cako    | Samantha Crawford Sachia Vickery Sara Sorribes Tormo Sabine Lisicki |
| 21 de noviembre | Hawaii Open Honolulu, Estados Unidos $125,000 – Dura – 32S/16Q/16D Cuadrado Individual - Cuadrado Dobles                | Eri Hozumi Miyu Kato 6-7(3), 6-3, [10-8]                | Nicole Gibbs Asia Muhammad               | Evgeniya Rodina Jacqueline Cako    | Samantha Crawford Sachia Vickery Sara Sorribes Tormo Sabine Lisicki |

## Puntos de distribución
Los puntos se otorgan de la siguiente manera:
| Torneo Categoría | G   | F  | SF | CF | R16 | R32 | Q | Q1 | Q2 |
| ---------------- | --- | -- | -- | -- | --- | --- | - | -- | -- |
| Individual       | 160 | 95 | 57 | 29 | 15  | 1   | 6 | 4  | 1  |
| Dobles           | 160 | 95 | 57 | 29 | 1   | —   | — | —  | —  |

## Estadística
En los cuadros figuran el número de sencillos (S) y dobles (D) Títulos ganados por cada jugadora y cada nación durante la temporada, dentro de todas las categorías del torneo de la WTA 125s de 2016. Las jugadoras / países sean ordenados por:
1) el número total de títulos (un título de dobles ganado por dos jugadoras que representan a la misma nación solo es tomado por uno).
2) un sencillo> duplica jerarquía.
3) por orden alfabético (por los apellidos de las jugadoras).
Para evitar la confusión y la doble contabilización, estas tablas deben actualizarse solo después de que un evento se haya completado.

### Títulos ganados por el jugadoras
| Total | Jugadoras             | S | D | S | D |
| ----- | --------------------- | - | - | - | - |
| 2     | Mandy Minella         | ● | ● | 1 | 1 |
| 1     | Ekaterina Alexandrova | ● |   | 1 |   |
| 1     | Misaki Doi            | ● |   | 1 |   |
| 1     | Kristýna Plíšková     | ● |   | 1 |   |
| 1     | Evgeniya Rodina       | ● |   | 1 |   |
| 1     | Natela Dzalamidze     |   | ● |   | 1 |
| 1     | Anna-Lena Grönefeld   |   | ● |   | 1 |
| 1     | Eri Hozumi            |   | ● |   | 1 |
| 1     | Miyu Kato             |   | ● |   | 1 |
| 1     | Xenia Knoll           |   | ● |   | 1 |
| 1     | Veronika Kudermetova  |   | ● |   | 1 |
| 1     | Lee Ya-hsuan          |   | ● |   | 1 |
| 1     | Petra Martić          |   | ● |   | 1 |
| 1     | Nicole Melichar       |   | ● |   | 1 |
| 1     | Elise Mertens         |   | ● |   | 1 |
| 1     | Kotomi Takahata       |   | ● |   | 1 |

### Títulos ganados por país
| Total | Países          | S | D | S | D |
| ----- | --------------- | - | - | - | - |
| 3     | Rusia           | ● | ● | 2 | 1 |
| 3     | Japón           | ● | ● | 1 | 2 |
| 2     | Luxemburgo      | ● | ● | 1 | 1 |
| 1     | República Checa | ● |   | 1 |   |
| 1     | Alemania        |   | ● |   | 1 |
| 1     | Bélgica         |   | ● |   | 1 |
| 1     | China Taipéi    |   | ● |   | 1 |
| 1     | Croacia         |   | ● |   | 1 |
| 1     | Estados Unidos  |   | ● |   | 1 |
| 1     | Suiza           |   | ● |   | 1 |